# Bert van Marwijk
Lambertus „Bert” van Marwijk (ur. 19 maja 1952 w Deventer) – holenderski trener piłkarski i były piłkarz, grał na pozycjach ofensywnego pomocnika (skrzydłowego) lub napastnika.
Był zawodnikiem m.in. Go Ahead Eagles, MVV Maastricht i AZ Alkmaar. Z tym ostatnim zdobył Puchar Holandii. W 1975 zagrał jeden mecz w reprezentacji Holandii.
Pracę szkoleniową rozpoczął na początku lat 80. Przez dwie kolejne dekady był trenerem młodzieży lub seniorów w klubach z niższych lig Holandii i Belgii. Pierwszy sukces odniósł w 1999, kiedy z Fortuną Sittard awansował do finału Pucharu Holandii. Następnie łącznie przez pięć lat z sukcesami pracował w Feyenoordzie: zdobył z nim wicemistrzostwo i Puchar kraju oraz Puchar UEFA, pierwsze od dwudziestu ośmiu lat trofeum międzynarodowe dla tego klubu. Był też trenerem dwu klubów w Bundeslidze: Borussii Dortmund i Hamburger SV.
W latach 2008–2012 był selekcjonerem reprezentacji Holandii. Jako trzeci szkoleniowiec w historii – po Rinusie Michelsie i Ernscie Happelu – zagrał z nią w finale mistrzostw świata (Mundial 2010). Podobnie jak poprzednikom, jemu także nie udało się wygrać ostatniego meczu turnieju (0:1 z Hiszpanią). Za jego kadencji drużyna narodowa zajęła pierwsze miejsce w rankingu FIFA (sierpień 2011); nigdy wcześniej nie była tak wysoko. Awansował z nią również do Euro 2012, jednak tam jego podopieczni zaliczyli jedną z największych porażek w historii holenderskiego piłkarstwa: po raz pierwszy od 1980 nie wyszli z grupy w czasie mistrzostw Europy.
Jako selekcjoner pracował także z reprezentacją Arabii Saudyjskiej, z którą wywalczył – pierwszy od dwunastu lat – awans na mistrzostwa świata (Mundial 2018), a także z reprezentacją Australii, którą prowadził na tymże turnieju.
Jego zięciem jest Mark van Bommel, piłkarz, były reprezentant Holandii (2000–2012) i jej kapitan w latach 2008–2012.

## Kariera piłkarska

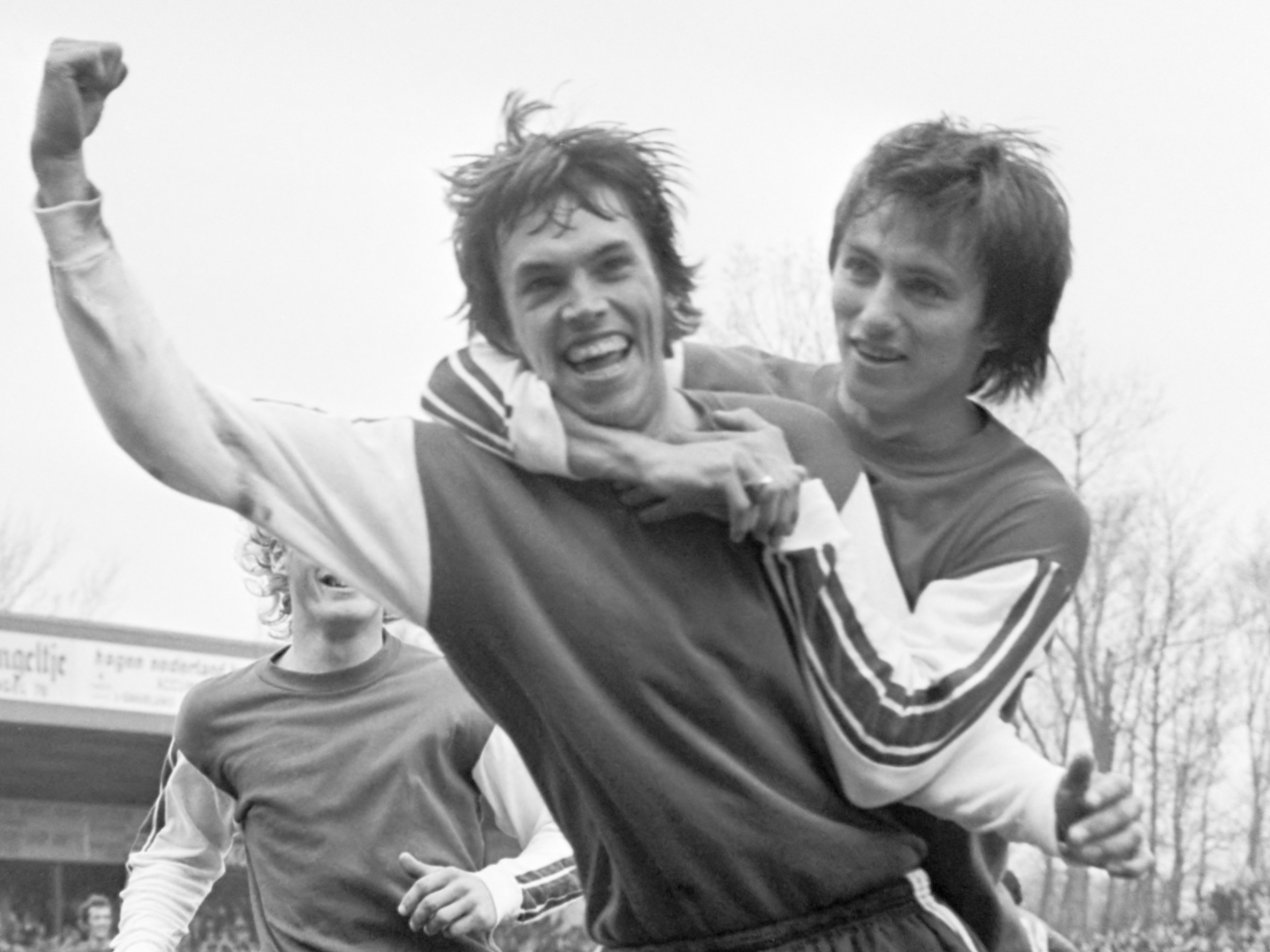
Aad Goedhart i van Marwijk w barwach AZ Alkmaar, 1976

Urodził się w Deventer w środkowo-wschodniej Holandii, niedaleko granicy z Niemcami. Jest wychowankiem klubu Go Ahead Eagles ze swojego rodzinnego miasta. Jako członek zespołu seniorskiego Go Ahead zadebiutował w Eredivisie, a wcześniej występował w jego drużynach juniorskiej i młodzieżowej. Później wspominał, że gra w tym klubie była jego marzeniem od wczesnych lat dziecięcych, a odległość kilkunastu kilometrów, dzielącą jego dom od stadionu, pokonywał na rowerze. W tym okresie sprowadzeniem van Marwijka interesował się Feyenoord, jednak jego działaczy zniechęciła podatność piłkarza na kontuzje.
W kwietniu 1975 podpisał trzyletni kontrakt z AZ Alkmaar, gdzie w wieku dwudziestu trzech lat grał w jednym zespole z kilkoma reprezentantami Holandii, m.in. Willemem van Hanegenem, Ronaldem Spelbosem, Johnem Metgodem i Eddym Treytelem. Największe osiągnięcia z tego okresu to Puchar Holandii 1978 oraz dwukrotnie – w sezonach 1976–1977 i 1977–1978 – III miejsce w lidze. Klub zadebiutował także w europejskich pucharach: w rozgrywkach Pucharu UEFA 1977–1978 dotarł do drugiej rundy, w której po rzutach karnych (1:1, 1:1, k. 4:5) przegrał z FC Barceloną.
Van Marwijk karierę kontynuował – z mniejszymi sukcesami – w MVV Maastricht, dokąd odszedł po konflikcie z trenerem AZ Hansem Kraayem, odmówiwszy przedłużenia umowy z AZ o rok. W barwach MVV grał przez dziesięć lat; w tym czasie klub nie należał do najsilniejszych zespołów w lidze holenderskiej: dwukrotnie – w sezonach 1981–1982 i 1985–1986 – zajmował jedno z ostatnich miejsc w tabeli i nowe rozgrywki rozpoczynał w drugiej lidze. Van Marwijk w MVV występował m.in. z Januszem Kowalikiem, Barrym Hulshoffem, Sørenem Buskiem i Erikiem Geretsem, a najlepszymi wynikami klubu z tego okresu były awans do Eredivisie 1983–1984 oraz ćwierćfinał Pucharu Holandii 1984–1985. Po spadku MVV w sezonie 1985/1986, van Marwijk odszedł z klubu i podpisał roczny kontrakt z Fortuną Sittard z możliwością przedłużenia o dwa lata. Piłkarską karierę van Marwijk kończył w zespole z drugiej ligi Belgii, FC Assent.
W drużynie narodowej Holandii zagrał tylko raz: 31 maja 1975, w towarzyskim spotkaniu z Jugosławią (0:3). W 46 minucie zmienił Nica Jansena. Wcześniej rozegrał wiele gier dla reprezentacji młodzieżowej. Jak sam przyznawał, miał szansę pojechać na Mundial 1978, jednak na przeszkodzie stanęła duża konkurencja oraz – przede wszystkim – podatność na kontuzje:

Kiedy byłem młody, na mojej pozycji grali Coen Moulijn i Piet Keizer, później doszli Rob Rensenbrink i René van de Kerkhof. Trudno było z nimi rywalizować. Poza tym od początku towarzyszyły mi różnego rodzaju urazy. W wieku 23 lat miałem już za sobą jedną operację kolana, później przeszedłem kolejne cztery.

## Kariera szkoleniowa

### 1982–2000: od juniorów i amatorów do Eredivisie

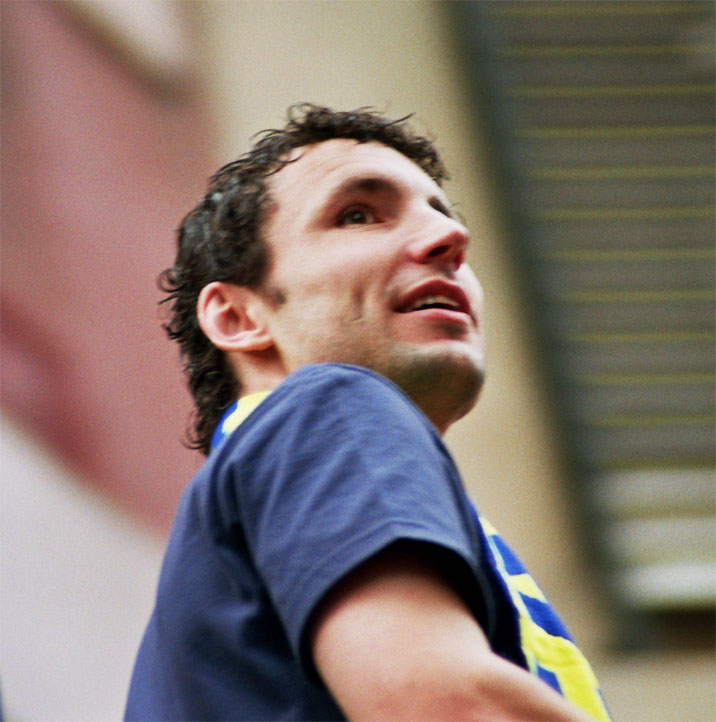
Mark van Bommel, zięć van Marwijka i jego podopieczny z okresu pracy w Fortunie Sittard

Pracę szkoleniową rozpoczął jeszcze jako piłkarz: w 1982 został włączony do sztabu opiekującego się juniorami w klubie, w którym wówczas grał, czyli MVV Maastricht. Wtedy także skończył kursy trenerskie, a także dorabiał jako sprzedawca w sklepie sportowym. W latach 80. i 90. pracował jako trener juniorów i szkoleniowiec zespołów amatorskich w Belgii (FC Herderen) oraz Holandii (RKVCL Limmel i SV Meerssen). Szczególnie w tym ostatnim dał się poznać jako – jak wspominali jego współpracownicy i byli podopieczni – „skromny entuzjasta o wyjątkowych kwalifikacjach i zaangażowaniu w pracę”. O okresie spędzonym w klubach amatorskich mówił tak:

Stan infrastruktury, boisk, szatni nie był najlepszy. Ale to była doskonała szkoła charakteru. Myślę, że dzięki temu cały czas potrafię pozostać sobą, chociaż warunki, w jakich teraz pracuję, znacznie się zmieniły.

W 1997, już po trzech kolejkach nowego sezonu, 46–letni van Marwijk zastąpił Pima Verbeeka na stanowisku trenera Fortuny Sittard, grającej w Eredivisie. Na jego angażu miały zaważyć staż, który odbył wcześniej w tym klubie, oraz rekomendacja Verbeeka, który został przeniesiony na stanowisko dyrektora technicznego. Wcześniej van Marwijk był rozważany jako kandydat na trenera AZ Alkmaar.
| „Van Marwijk to pasjonat futbolu. Jest uczciwy i szczery. To jeden z najlepszych trenerów, jakich spotkałem.”—Patrick Paauwe – piłkarz Fortuny Sittard |

Holender dokończył z Fortuną rozgrywki 1997–1998, po których klub był siódmy w tabeli, co umożliwiło mu start w Pucharze Intertoto. Podopiecznym van Marwijka udało się wyeliminować Worskłą Połtawę (3:0 i 2:2), ale w półfinale ulegli Austrii Wiedeń (2:1 i 1:3). W dwu kolejnych sezonach Fortuna zajmowała odpowiednio dziesiąte (1998–1999) i dwunaste (1999–2000) miejsce w lidze, ale największym osiągnięciem z tego okresu jest finał Pucharu Holandii 1999, w którym zagrała po raz pierwszy od 1984. Klub z Sittard po drodze pokonał m.in. PSV Eindhoven (3:1), FC Emmen (3:1) i FC Twente (5:2). W fazie pucharowej rozgrywek piłkarze w pięciu meczach strzelili aż szesnaście bramek. W finale przegrali 0:2 z Ajaksem Amsterdam.
Wśród podopiecznych van Marwijka w Fortunie byli zaczynający kariery przyszli reprezentanci Holandii: Mark van Bommel, Wilfred Bouma, Kevin Hofland i Patrick Paauwe oraz Ghanijczyk Matthew Amoah.

### 2000–2004: Feyenoord Rotterdam

Finał Pucharu UEFA, 2001–2002

Dobre rezultaty osiągnięte w Fortunie Sittard sprawiły, że w lipcu 2000 48–letni szkoleniowiec otrzymał propozycję prowadzenia znacznie bardziej utytułowanego Feyenoordu, z którego – po słabym wyniku w lidze na koniec sezonu 1999–2000 – odszedł Leo Beenhakker. Początkowo trudno mu było się odnaleźć w zespole czternastokrotnego mistrza Holandii; różnicę w oczekiwaniach kibiców obu klubów określił jako „nie do opisania”. Van Marwijk spędził w Rotterdamie cztery lata, czyli prowadził Feyenoord najdłużej od czasów Ernsta Happela (1969–1973).
| „Van Marwijk nie ma charyzmy. Nie jest to trener z wielką osobowością. Ale dobrze wie, czego chce. Ma jasny plan, jak z grupą osiągnąć sukces.”—Tomasz Rząsa – piłkarz Feyenoordu |

Najbardziej owocny był sezon 2001–2002, przed którym władze klubu podwyższyły jego budżet z sześćdziesięciu do stu milionów guldenów. Działacze zażądali mistrzostwa Holandii i awansu do drugiej rundy Ligi Mistrzów, ale w tych ostatnich rozgrywkach podopiecznym van Marwijka nie udało się wyjść z grupy; zajęli trzecie miejsce za Bayernem Monachium i Spartą Praga. Jednak dzięki temu zagrali w Pucharze UEFA. Najpierw wyeliminowali SC Freiburg (1:0 i 2:2) i Rangers F.C. (1:1 i 3:2), a następnie w ćwierćfinale PSV Eindhoven po rzutach karnych (1:1, 1:1, k. 5:4). W półfinale zmierzyli się z Interem Mediolan, w którego składzie występowali wówczas m.in. Ronaldo, Christiano Vieri, Javier Zanetti, a drużynę prowadził Argentyńczyk Héctor Cúper. Według prasowych komentarzy zdecydowanym faworytem dwumeczu był Inter, o którym pisano, że „przypomina rasowego psa gończego – gdy złapie trop, nie puści”. Van Marwijk zdawał sobie sprawę z większego potencjału ofensywnego rywali, dlatego w obu spotkaniach przyjął taktykę defensywną z nastawieniem na grę z kontrataku; przyniosło to pozytywne skutki, bo Feyenoord wygrał w dwumeczu 3:2 (1:0 na San Siro i 2:2 u siebie), dzięki czemu po raz pierwszy od 1972 awansował do finału europejskich pucharów. W ostatnim spotkaniu, które zostało rozegrane w Rotterdamie na De Kuip, podopieczni van Marwijka ograli 3:2 Borussię Dortmund. Szkoleniowiec wspominał:

W telewizji oglądałem wiele finałów europejskich pucharów i zawsze marzyłem, aby kiedyś zdobyć takie trofeum. Po zwycięstwie nad Borussią długo świętowaliśmy, ale myśleliśmy również o tym, co wydarzyło się tuż przed meczem, kiedy zamordowany został Pim Fortuyn, znany kibic Feyenoordu. To był dla mnie bardzo dziwny czas, w którym dużo się nauczyłem jako trener.

Wśród przyczyn dobrego rezultatu Feyenoordu wymieniano dyscyplinę taktyczną i ostrożną, defensywną taktykę, rozsądną politykę kadrową, polegającą na łączeniu doświadczenia starszych zawodników z młodością graczy dopiero zaczynających kariery, oraz dobrą dyspozycję duetu napastników, Pierre’a van Hooijdonka i Jona Dahla Tomassona, a szczególnie tego pierwszego, który w Pucharze UEFA strzelił osiem goli i został królem strzelców rozgrywek. W klubie z Rotterdamu grali wówczas także byli reprezentanci Holandii, doświadczeni Kees van Wonderen i Paul Bosvelt, skuteczny bramkarz Edwin Zoetebier, jak również dwudziestoparolatkowie Patrick Paauwe (stoper), Shinji Ono (rozgrywający) i Bonaventure Kalou (skrzydłowy) oraz nastolatkowie Euzebiusz Smolarek i Robin van Persie. Ten ostatni, z którym przez cały okres pracy w Feyenoordzie van Marwijk był poważnie skonfliktowany, wystąpił w finale w wieku niespełna osiemnastu lat. W kolejnym sezonie do pierwszego zespołu dołączył niewiele starszy Dirk Kuijt. Sam van Marwijk zdawał sobie sprawę z tego, że największą siłą jego drużyny jest ciężka praca i zespołowość. Powiedział:

Nie mam gwiazd, ale świetnie rozumiejący się kolektyw. Moi chłopcy są bardzo waleczni, a punkty zdobywamy dzięki wybieganiu i zaangażowaniu.

Dobrym wynikom w europejskich pucharach nie towarzyszyły podobne rezultaty w Eredivisie. Najlepiej w rozgrywkach ligowych podopieczni van Marwijka zaprezentowali się w pierwszym sezonie jego pracy, 2000–2001, kiedy zajęli drugą lokatę za PSV Eindhoven. W kolejnych latach kończyli ligę dopiero na trzecim miejscu (2001–2002, 2002–2003 i 2003–2004). Równie nieskuteczni byli w rozgrywkach o Puchar Holandii, gdzie ich najlepszym osiągnięciem był finał w 2003, przegrany 1:4 z FC Utrecht. W Europie nigdy nie zbliżyli się do sukcesu z 2002: w międzynarodowych pucharach w kolejnych dwu latach odpadali już po rundzie grupowej Ligi Mistrzów (ostatnie miejsce w grupie, 2002–2003) oraz II rundzie Pucharu UEFA (porażka z FK Teplicami, 2003–2004). Po czterech latach pracy w Rotterdamie w lipcu 2004 van Marwijk złożył dymisję i przyjął propozycję z Borussii Dortmund.

### 2004–2008: Borussia Dortmund i powrót do Feyenoordu

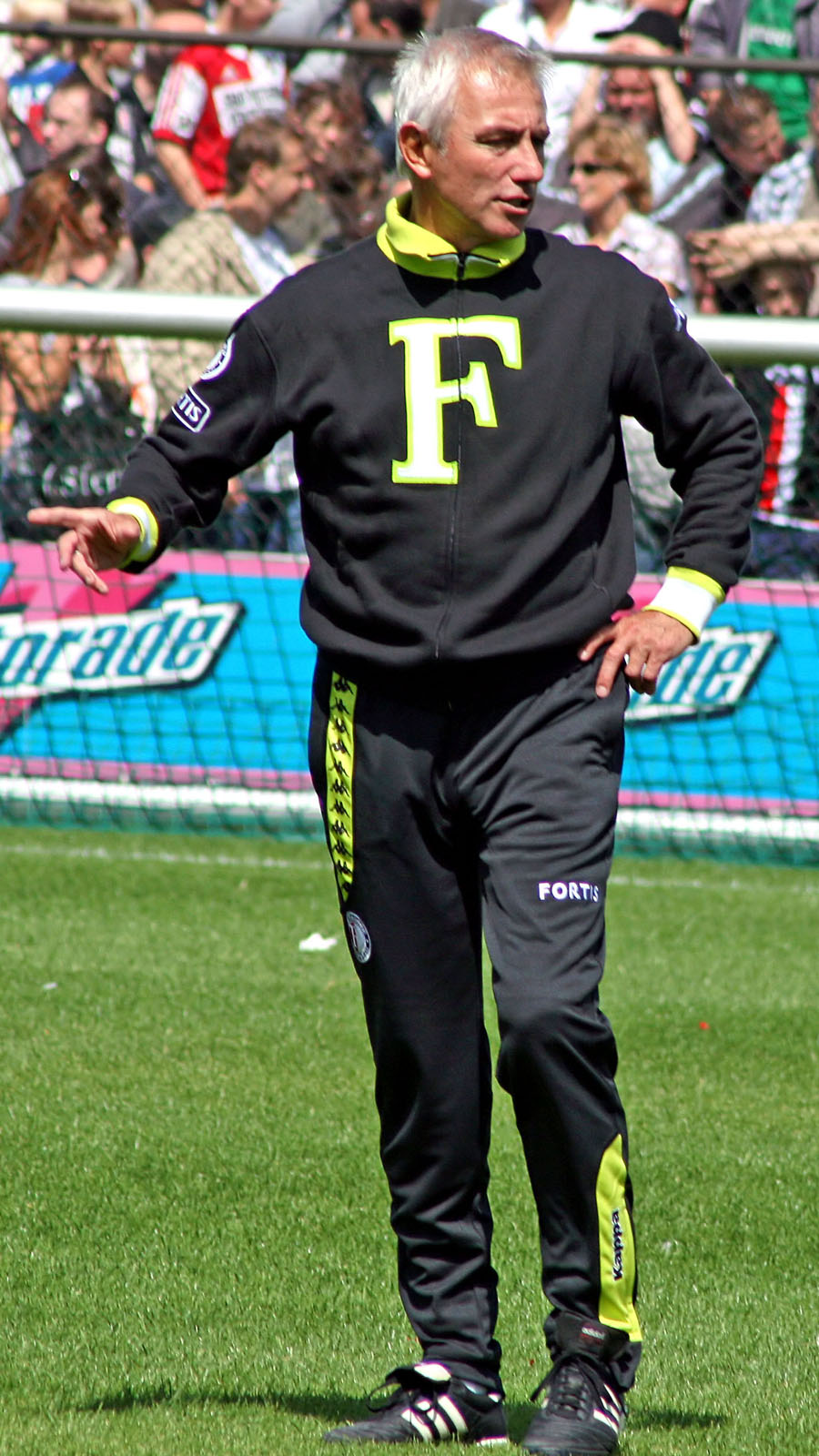
Van Marwijk ponownie w Feyenoordzie, 2007

W Borussii Dortmund van Marwijk zastąpił Matthiasa Sammera, który odszedł do VfB Stuttgart. Po latach wspominał:

Zawsze interesowałem się Bundesligą. Kiedy byłem dzieckiem, takie zespoły, jak FC Schalke 04 czy Borussia, były dla mnie prawie tak samo ważne, jak drużyny holenderskie. Kiedy zaproponowano mi pracę w Dortmundzie, poczułem, że to dla mnie duży awans sportowy.

Od początku pracy w Dortmundzie musiał mierzyć się z wieloma problemami natury pozasportowej: ten do niedawna najbogatszy klub Bundesligi miał przed sezonem 2004–2005 kłopoty z uzyskaniem licencji na grę, ponadto ograniczono pieniądze na transfery, a pensję trenera zmniejszono z 4 milionów euro na sumę czterokrotnie niższą. Przyczyną problemów było ujawnione jesienią 2004 ogromne zadłużenie, sięgające 120 milionów euro. Mimo iż wśród podopiecznych van Marwijka byli wówczas m.in. reprezentanci Niemiec (Christoph Metzelder, Christian Wörns, Torsten Frings), Czech (Jan Koller, Tomáš Rosický) i Brazylii (Márcio Amoroso, Flávio Conceição), klub od początku notował złe wyniki sportowe. Borussia odpadła w III rundzie Pucharu Intertoto po porażce w dwumeczu z KRC Genk, a w lidze długo walczyła o uniknięcie spadku do 2. Bundesligi (w rundzie jesiennej wygrała tylko cztery mecze, przegrała m.in. 0:5 z Bayernem Monachium).
| „Van Marwijk nie potrafi się dogadać z zawodnikami, a wybierana taktyka przynosi tragiczne skutki. Gwiazdy grają beznadziejnie, a winę za porażki zwalają na wszystkich, tylko nie na siebie”—dziennikarz Maciej Szmigielski o sytuacji w Borussii w 2004 |

Na początku 2005 z inicjatywy van Marwijka do klubu sprowadzono Euzebiusza Smolarka i Matthew Amoah, jego podopiecznych z czasów pracy w Feyenoordzie i Fortunie, którzy wzmocnili linię ataku. Później do Dortmundu przyszli także Paragwajczyk Nelson Valdez i król strzelców ligi francuskiej, Szwajcar Alexander Frei. Zmiany kadrowe sprawiły, że w drugim sezonie pracy Holendra w Borussii klub do końca liczył się w walce o miejsce w europejskich pucharach, jednak – jak podkreślali dziennikarze – nie miał w tym czasie ambicji mistrzowskich. Zadaniem van Marwijka była odbudowa stabilizacji sportowej i z tego się wywiązał. W ciągu ponad dwu lat pracy w Borussii Holender dwukrotnie zajął z nią siódme miejsce w Bundeslidze. Słabsze wyniki zanotował w rozgrywkach Pucharu Niemiec, które drużyna kończyła odpowiednio na III rundzie (porażka z Hannover 96, 2004–2005) i I rundzie (porażka z Eintracht Braunschweig, 2005–2006). W czerwcu 2006 van Marwijk przedłużył kontrakt z Borussią o rok, ale na początku grudnia tego roku niespodziewanie ogłosił, że odejdzie po sezonie 2006–2007. Nie dotrwał jednak do końca rozgrywek; został zwolniony już kilka tygodni później. Najbardziej prawdopodobną przyczyną dymisji był jego konflikt z niektórymi członkami zarządu Borussii. Jego dymisji domagali się również kibice, którym nie podobał się mało widowiskowy styl gry, eksperymenty kadrowe i forsowane przez trenera ustawienie 4-3-3, do którego brakowało odpowiednich wykonawców. Holendra zastąpił Jürgen Röber.
W czerwcu 2007 van Marwijk po raz drugi podpisał umowę z Feyenoordem. W tym okresie klub – podobnie jak Borussia – zmagał się z problemami finansowymi, ponadto na jego reputacji ciążyły brutalne zachowania kibiców, które doprowadziły do wyeliminowania drużyny w Rotterdamu z rozgrywek europejskich w sezonie 2006–2007. Mimo to w kadrze Feyenoordu znajdowało się wielu byłych i aktualnych reprezentantów krajów: Holendrzy Henk Timmer, Tim de Cler, Denny Landzaat, Roy Makaay i sprowadzony przez nowego trenera Giovanni van Bronckhorst; Turek Nuri Şahin oraz Koreańczyk Lee Chun-soo. W lidze Feyenoordowi wiodło się znacznie gorzej niż w czasie pierwszej pracy van Marwijka w tym klubie, bo na koniec sezonu 2007–2008 zajął dopiero siódme miejsce, gwarantujące grę w Pucharze UEFA. Lepiej poradził sobie w meczach o Puchar Holandii. Po zwycięstwach m.in. nad NAC Breda i Rodą JC Kerkrade zespół z Rotterdamu zdobył to trofeum, po raz pierwszy od 1995.

### 2008–2012: reprezentacja Holandii

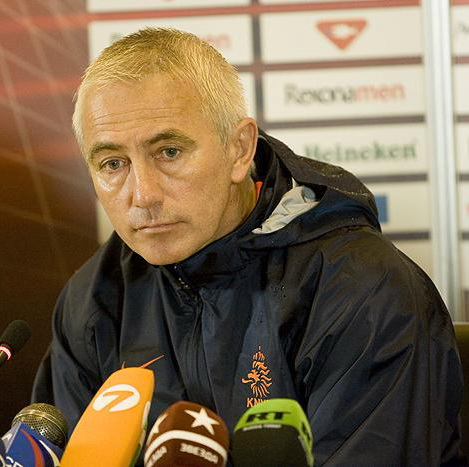
Van Marwijk po meczu z Rosją, sierpień 2008

| Mecze reprezentacji Holandii pod wodzą Berta van Marwijka (2008–2012) | Mecze reprezentacji Holandii pod wodzą Berta van Marwijka (2008–2012) | Mecze reprezentacji Holandii pod wodzą Berta van Marwijka (2008–2012) | Mecze reprezentacji Holandii pod wodzą Berta van Marwijka (2008–2012) | Mecze reprezentacji Holandii pod wodzą Berta van Marwijka (2008–2012) | Mecze reprezentacji Holandii pod wodzą Berta van Marwijka (2008–2012) | Mecze reprezentacji Holandii pod wodzą Berta van Marwijka (2008–2012) | Mecze reprezentacji Holandii pod wodzą Berta van Marwijka (2008–2012) | Mecze reprezentacji Holandii pod wodzą Berta van Marwijka (2008–2012) | Mecze reprezentacji Holandii pod wodzą Berta van Marwijka (2008–2012) | Mecze reprezentacji Holandii pod wodzą Berta van Marwijka (2008–2012) | Mecze reprezentacji Holandii pod wodzą Berta van Marwijka (2008–2012) | Mecze reprezentacji Holandii pod wodzą Berta van Marwijka (2008–2012) | Mecze reprezentacji Holandii pod wodzą Berta van Marwijka (2008–2012) | Mecze reprezentacji Holandii pod wodzą Berta van Marwijka (2008–2012) |
| Data                                                                  | Przeciwnik                                                            | Z-R-P                                                                 | Wynik                                                                 | Stadion                                                               | Rozgrywki                                                             |                                                                       |                                                                       |                                                                       |                                                                       |                                                                       |                                                                       |                                                                       |                                                                       |                                                                       |
| 2008                                                                  | 2008                                                                  | 2008                                                                  | 2008                                                                  | 2008                                                                  | 2008                                                                  | 2008                                                                  | 2008                                                                  | 2008                                                                  | 2008                                                                  | 2008                                                                  | 2008                                                                  | 2008                                                                  | 2008                                                                  | 2008                                                                  |
| --------------------------------------------------------------------- | --------------------------------------------------------------------- | --------------------------------------------------------------------- | --------------------------------------------------------------------- | --------------------------------------------------------------------- | --------------------------------------------------------------------- | --------------------------------------------------------------------- | --------------------------------------------------------------------- | --------------------------------------------------------------------- | --------------------------------------------------------------------- | --------------------------------------------------------------------- | --------------------------------------------------------------------- | --------------------------------------------------------------------- | --------------------------------------------------------------------- | --------------------------------------------------------------------- |
| 20 sierpnia 2008                                                      | Rosja                                                                 | R                                                                     | 1–1                                                                   | Stadion Lokomotiwu, Moskwa                                            | mecz towarzyski                                                       |                                                                       |                                                                       |                                                                       |                                                                       |                                                                       |                                                                       |                                                                       |                                                                       |                                                                       |
| 6 września 2008                                                       | Australia                                                             | P                                                                     | 1–2                                                                   | Philips Stadion, Eindhoven                                            | mecz towarzyski                                                       |                                                                       |                                                                       |                                                                       |                                                                       |                                                                       |                                                                       |                                                                       |                                                                       |                                                                       |
| 10 września 2008                                                      | Macedonia Północna                                                    | Z                                                                     | 2–1                                                                   | Stadion Miejski Skopje, Skopje                                        | el. Mundialu 2010                                                     |                                                                       |                                                                       |                                                                       |                                                                       |                                                                       |                                                                       |                                                                       |                                                                       |                                                                       |
| 11 października 2008                                                  | Islandia                                                              | Z                                                                     | 2–0                                                                   | Feijenoord Stadion, Rotterdam                                         | el. Mundialu 2010                                                     |                                                                       |                                                                       |                                                                       |                                                                       |                                                                       |                                                                       |                                                                       |                                                                       |                                                                       |
| 15 października 2008                                                  | Norwegia                                                              | Z                                                                     | 2–1                                                                   | Ullevaal Stadion, Oslo                                                | el. Mundialu 2010                                                     |                                                                       |                                                                       |                                                                       |                                                                       |                                                                       |                                                                       |                                                                       |                                                                       |                                                                       |
| 19 listopada 2008                                                     | Szwecja                                                               | Z                                                                     | 3–1                                                                   | Amsterdam ArenA, Amsterdam                                            | mecz towarzyski                                                       |                                                                       |                                                                       |                                                                       |                                                                       |                                                                       |                                                                       |                                                                       |                                                                       |                                                                       |
| 2009                                                                  |                                                                       |                                                                       |                                                                       |                                                                       |                                                                       |                                                                       |                                                                       |                                                                       |                                                                       |                                                                       |                                                                       |                                                                       |                                                                       |                                                                       |
| 11 lutego 2009                                                        | Tunezja                                                               | R                                                                     | 1–1                                                                   | Stadion 7 Listopada, Radis                                            | mecz towarzyski                                                       |                                                                       |                                                                       |                                                                       |                                                                       |                                                                       |                                                                       |                                                                       |                                                                       |                                                                       |
| 28 marca 2009                                                         | Szkocja                                                               | Z                                                                     | 3–0                                                                   | Amsterdam ArenA, Amsterdam                                            | el. Mundialu 2010                                                     |                                                                       |                                                                       |                                                                       |                                                                       |                                                                       |                                                                       |                                                                       |                                                                       |                                                                       |
| 1 kwietnia 2009                                                       | Macedonia Północna                                                    | Z                                                                     | 4–0                                                                   | Amsterdam ArenA, Amsterdam                                            | el. Mundialu 2010                                                     |                                                                       |                                                                       |                                                                       |                                                                       |                                                                       |                                                                       |                                                                       |                                                                       |                                                                       |
| 6 czerwca 2009                                                        | Islandia                                                              | Z                                                                     | 2–1                                                                   | Laugardalsvöllur, Reykjavík                                           | el. Mundialu 2010                                                     |                                                                       |                                                                       |                                                                       |                                                                       |                                                                       |                                                                       |                                                                       |                                                                       |                                                                       |
| 10 czerwca 2009                                                       | Norwegia                                                              | Z                                                                     | 2–1                                                                   | Feijenoord Stadion, Rotterdam                                         | el. Mundialu 2010                                                     |                                                                       |                                                                       |                                                                       |                                                                       |                                                                       |                                                                       |                                                                       |                                                                       |                                                                       |
| 12 sierpnia 2009                                                      | Anglia                                                                | R                                                                     | 2–2                                                                   | Amsterdam ArenA, Amsterdam                                            | mecz towarzyski                                                       |                                                                       |                                                                       |                                                                       |                                                                       |                                                                       |                                                                       |                                                                       |                                                                       |                                                                       |
| 5 września 2009                                                       | Japonia                                                               | Z                                                                     | 3–0                                                                   | Grolsch Veste, Enschede                                               | mecz towarzyski                                                       |                                                                       |                                                                       |                                                                       |                                                                       |                                                                       |                                                                       |                                                                       |                                                                       |                                                                       |
| 9 września 2009                                                       | Szkocja                                                               | Z                                                                     | 1–0                                                                   | Hampden Park, Glasgow                                                 | el. Mundialu 2010                                                     |                                                                       |                                                                       |                                                                       |                                                                       |                                                                       |                                                                       |                                                                       |                                                                       |                                                                       |
| 10 października 2009                                                  | Australia                                                             | R                                                                     | 0–0                                                                   | Sydney Football Stadium, Sydney                                       | mecz towarzyski                                                       |                                                                       |                                                                       |                                                                       |                                                                       |                                                                       |                                                                       |                                                                       |                                                                       |                                                                       |
| 14 listopada 2009                                                     | Włochy                                                                | R                                                                     | 0–0                                                                   | Stadio Adriatico, Pescara                                             | mecz towarzyski                                                       |                                                                       |                                                                       |                                                                       |                                                                       |                                                                       |                                                                       |                                                                       |                                                                       |                                                                       |
| 18 listopada 2009                                                     | Paragwaj                                                              | R                                                                     | 0–0                                                                   | Abe Lenstra Stadion, Heerenveen                                       | mecz towarzyski                                                       |                                                                       |                                                                       |                                                                       |                                                                       |                                                                       |                                                                       |                                                                       |                                                                       |                                                                       |
| 2010                                                                  |                                                                       |                                                                       |                                                                       |                                                                       |                                                                       |                                                                       |                                                                       |                                                                       |                                                                       |                                                                       |                                                                       |                                                                       |                                                                       |                                                                       |
| 3 marca 2010                                                          | USA                                                                   | Z                                                                     | 2–1                                                                   | Amsterdam ArenA, Amsterdam                                            | mecz towarzyski                                                       |                                                                       |                                                                       |                                                                       |                                                                       |                                                                       |                                                                       |                                                                       |                                                                       |                                                                       |
| 26 maja 2010                                                          | Meksyk                                                                | Z                                                                     | 2–1                                                                   | Badenova-Stadion, Fryburg Bryzgowijski (Niemcy)                       | mecz towarzyski                                                       |                                                                       |                                                                       |                                                                       |                                                                       |                                                                       |                                                                       |                                                                       |                                                                       |                                                                       |
| 1 czerwca 2010                                                        | Ghana                                                                 | Z                                                                     | 4–1                                                                   | Feijenoord Stadion, Rotterdam                                         | mecz towarzyski                                                       |                                                                       |                                                                       |                                                                       |                                                                       |                                                                       |                                                                       |                                                                       |                                                                       |                                                                       |
| 5 czerwca 2010                                                        | Węgry                                                                 | Z                                                                     | 6–1                                                                   | Amsterdam ArenA, Amsterdam                                            | mecz towarzyski                                                       |                                                                       |                                                                       |                                                                       |                                                                       |                                                                       |                                                                       |                                                                       |                                                                       |                                                                       |
| 14 czerwca 2010                                                       | Dania                                                                 | Z                                                                     | 2–0                                                                   | Soccer City Stadium, Johannesburg (RPA)                               | Mundial 2010                                                          |                                                                       |                                                                       |                                                                       |                                                                       |                                                                       |                                                                       |                                                                       |                                                                       |                                                                       |
| 19 czerwca 2010                                                       | Japonia                                                               | Z                                                                     | 1–0                                                                   | Moses Mabhida Stadium, Durban (RPA)                                   | Mundial 2010                                                          |                                                                       |                                                                       |                                                                       |                                                                       |                                                                       |                                                                       |                                                                       |                                                                       |                                                                       |
| 24 czerwca 2010                                                       | Kamerun                                                               | Z                                                                     | 2–1                                                                   | Green Point Stadium, Kapsztad (RPA)                                   | Mundial 2010                                                          |                                                                       |                                                                       |                                                                       |                                                                       |                                                                       |                                                                       |                                                                       |                                                                       |                                                                       |
| 28 czerwca 2010                                                       | Słowacja                                                              | Z                                                                     | 2–1                                                                   | Moses Mabhida Stadium, Durban (RPA)                                   | Mundial 2010                                                          |                                                                       |                                                                       |                                                                       |                                                                       |                                                                       |                                                                       |                                                                       |                                                                       |                                                                       |
| 2 lipca 2010                                                          | Brazylia                                                              | Z                                                                     | 2–1                                                                   | Nelson Mandela Bay Stadium, Port Elizabeth (RPA)                      | Mundial 2010                                                          |                                                                       |                                                                       |                                                                       |                                                                       |                                                                       |                                                                       |                                                                       |                                                                       |                                                                       |
| 6 lipca 2010                                                          | Urugwaj                                                               | Z                                                                     | 3–2                                                                   | Green Point Stadium, Kapsztad (RPA)                                   | Mundial 2010                                                          |                                                                       |                                                                       |                                                                       |                                                                       |                                                                       |                                                                       |                                                                       |                                                                       |                                                                       |
| 11 lipca 2010                                                         | Hiszpania                                                             | P                                                                     | 0–1                                                                   | Soccer City Stadium, Johannesburg (RPA)                               | Mundial 2010                                                          |                                                                       |                                                                       |                                                                       |                                                                       |                                                                       |                                                                       |                                                                       |                                                                       |                                                                       |
| 11 sierpnia 2010                                                      | Ukraina                                                               | R                                                                     | 1–1                                                                   | Donbas Arena, Donieck                                                 | mecz towarzyski                                                       |                                                                       |                                                                       |                                                                       |                                                                       |                                                                       |                                                                       |                                                                       |                                                                       |                                                                       |
| 3 września 2010                                                       | San Marino                                                            | Z                                                                     | 5–0                                                                   | Stadion Olimpijski, Serravalle                                        | el. Euro 2012                                                         |                                                                       |                                                                       |                                                                       |                                                                       |                                                                       |                                                                       |                                                                       |                                                                       |                                                                       |
| 7 września 2010                                                       | Finlandia                                                             | Z                                                                     | 2–1                                                                   | Feijenoord Stadion, Rotterdam                                         | el. Euro 2012                                                         |                                                                       |                                                                       |                                                                       |                                                                       |                                                                       |                                                                       |                                                                       |                                                                       |                                                                       |
| 8 października 2010                                                   | Mołdawia                                                              | Z                                                                     | 1–0                                                                   | Stadionul Zimbru, Kiszyniów                                           | el. Euro 2012                                                         |                                                                       |                                                                       |                                                                       |                                                                       |                                                                       |                                                                       |                                                                       |                                                                       |                                                                       |
| 12 października 2010                                                  | Szwecja                                                               | Z                                                                     | 4–1                                                                   | Amsterdam ArenA, Amsterdam                                            | el. Euro 2012                                                         |                                                                       |                                                                       |                                                                       |                                                                       |                                                                       |                                                                       |                                                                       |                                                                       |                                                                       |
| 17 listopada 2010                                                     | Turcja                                                                | Z                                                                     | 1–0                                                                   | Amsterdam ArenA, Amsterdam                                            | mecz towarzyski                                                       |                                                                       |                                                                       |                                                                       |                                                                       |                                                                       |                                                                       |                                                                       |                                                                       |                                                                       |
| 2011                                                                  |                                                                       |                                                                       |                                                                       |                                                                       |                                                                       |                                                                       |                                                                       |                                                                       |                                                                       |                                                                       |                                                                       |                                                                       |                                                                       |                                                                       |
| 9 lutego 2011                                                         | Austria                                                               | Z                                                                     | 3–1                                                                   | Philips Stadion, Eindhoven                                            | mecz towarzyski                                                       |                                                                       |                                                                       |                                                                       |                                                                       |                                                                       |                                                                       |                                                                       |                                                                       |                                                                       |
| 25 marca 2011                                                         | Węgry                                                                 | Z                                                                     | 4–0                                                                   | Stadion im. Ferenca Puskása, Budapeszt                                | el. Euro 2012                                                         |                                                                       |                                                                       |                                                                       |                                                                       |                                                                       |                                                                       |                                                                       |                                                                       |                                                                       |
| 29 marca 2011                                                         | Węgry                                                                 | Z                                                                     | 5–3                                                                   | Amsterdam ArenA, Amsterdam                                            | el. Euro 2012                                                         |                                                                       |                                                                       |                                                                       |                                                                       |                                                                       |                                                                       |                                                                       |                                                                       |                                                                       |
| 4 czerwca 2011                                                        | Brazylia                                                              | R                                                                     | 0–0                                                                   | Estádio do Morumbi, São Paulo                                         | mecz towarzyski                                                       |                                                                       |                                                                       |                                                                       |                                                                       |                                                                       |                                                                       |                                                                       |                                                                       |                                                                       |
| 8 czerwca 2011                                                        | Urugwaj                                                               | R                                                                     | 1–1, k. 3–4                                                           | Estadio Centenario, Montevideo                                        | mecz towarzyski                                                       |                                                                       |                                                                       |                                                                       |                                                                       |                                                                       |                                                                       |                                                                       |                                                                       |                                                                       |
| 2 września 2011                                                       | San Marino                                                            | Z                                                                     | 11–0                                                                  | Philips Stadion, Eindhoven                                            | el. Euro 2012                                                         |                                                                       |                                                                       |                                                                       |                                                                       |                                                                       |                                                                       |                                                                       |                                                                       |                                                                       |
| 6 września 2011                                                       | Finlandia                                                             | Z                                                                     | 2–0                                                                   | Stadion Olimpijski, Helsinki                                          | el. Euro 2012                                                         |                                                                       |                                                                       |                                                                       |                                                                       |                                                                       |                                                                       |                                                                       |                                                                       |                                                                       |
| 7 października 2011                                                   | Mołdawia                                                              | Z                                                                     | 1–0                                                                   | Feijenoord Stadion, Rotterdam                                         | el. Euro 2012                                                         |                                                                       |                                                                       |                                                                       |                                                                       |                                                                       |                                                                       |                                                                       |                                                                       |                                                                       |
| 11 października 2011                                                  | Szwecja                                                               | P                                                                     | 2–3                                                                   | Råsundastadion, Solna/Sztokholm                                       | el. Euro 2012                                                         |                                                                       |                                                                       |                                                                       |                                                                       |                                                                       |                                                                       |                                                                       |                                                                       |                                                                       |
| 11 listopada 2011                                                     | Szwajcaria                                                            | R                                                                     | 0–0                                                                   | Amsterdam ArenA, Amsterdam                                            | mecz towarzyski                                                       |                                                                       |                                                                       |                                                                       |                                                                       |                                                                       |                                                                       |                                                                       |                                                                       |                                                                       |
| 15 listopada 2011                                                     | Niemcy                                                                | P                                                                     | 0–3                                                                   | Imtech Arena, Hamburg                                                 | mecz towarzyski                                                       |                                                                       |                                                                       |                                                                       |                                                                       |                                                                       |                                                                       |                                                                       |                                                                       |                                                                       |
| 2012                                                                  |                                                                       |                                                                       |                                                                       |                                                                       |                                                                       |                                                                       |                                                                       |                                                                       |                                                                       |                                                                       |                                                                       |                                                                       |                                                                       |                                                                       |
| 29 lutego 2012                                                        | Anglia                                                                | Z                                                                     | 3–2                                                                   | Stadion Wembley, Londyn                                               | mecz towarzyski                                                       |                                                                       |                                                                       |                                                                       |                                                                       |                                                                       |                                                                       |                                                                       |                                                                       |                                                                       |
| 26 maja 2012                                                          | Bułgaria                                                              | P                                                                     | 1–2                                                                   | Amsterdam ArenA, Amsterdam                                            | mecz towarzyski                                                       |                                                                       |                                                                       |                                                                       |                                                                       |                                                                       |                                                                       |                                                                       |                                                                       |                                                                       |
| 30 maja 2012                                                          | Słowacja                                                              | Z                                                                     | 2–0                                                                   | Feijenoord Stadion, Rotterdam                                         | mecz towarzyski                                                       |                                                                       |                                                                       |                                                                       |                                                                       |                                                                       |                                                                       |                                                                       |                                                                       |                                                                       |
| 2 czerwca 2012                                                        | Irlandia Północna                                                     | Z                                                                     | 6–0                                                                   | Amsterdam ArenA, Amsterdam                                            | mecz towarzyski                                                       |                                                                       |                                                                       |                                                                       |                                                                       |                                                                       |                                                                       |                                                                       |                                                                       |                                                                       |
| 9 czerwca 2012                                                        | Dania                                                                 | P                                                                     | 0–1                                                                   | Stadion Metalist, Charków (Ukraina)                                   | Euro 2012                                                             |                                                                       |                                                                       |                                                                       |                                                                       |                                                                       |                                                                       |                                                                       |                                                                       |                                                                       |
| 13 czerwca 2012                                                       | Niemcy                                                                | P                                                                     | 1–2                                                                   | Stadion Metalist, Charków (Ukraina)                                   | Euro 2012                                                             |                                                                       |                                                                       |                                                                       |                                                                       |                                                                       |                                                                       |                                                                       |                                                                       |                                                                       |
| 17 czerwca 2012                                                       | Portugalia                                                            | P                                                                     | 1–2                                                                   | Stadion Metalist, Charków (Ukraina)                                   | Euro 2012                                                             |                                                                       |                                                                       |                                                                       |                                                                       |                                                                       |                                                                       |                                                                       |                                                                       |                                                                       |

56–letni van Marwijk został selekcjonerem reprezentacji Holandii po zakończeniu Euro 2008, na którym Holendrzy – mimo wysokich zwycięstw w meczach grupowych z Francją i Włochami – doszli tylko do ćwierćfinału. Trener przygotowywał się do objęcia tej funkcji już od stycznia 2008, kiedy Marco van Basten publicznie oświadczył, że po zakończeniu turnieju nie przedłuży kontraktu i zajmie się pracą w Ajaksie Amsterdam. Po czterech latach działalności van Bastena doceniano ofensywny i efektowny sposób gry reprezentacji, ale w prasowych komentarzach coraz bardziej przeważał ton wzajemnego znudzenia i zmęczenia. Jednak nominację van Marwijka przyjęto bez entuzjazmu: zarzucano mu brak sukcesów i charyzmy oraz przywiązanie do defensywnego stylu gry. On sam także miał wątpliwości:

Serce natychmiast powiedziało „tak”. Ale pomyślałem, że jako selekcjoner będę musiał spędzać dużo czasu w garniturze, a tego nie lubię. Poza tym nie wiedziałem, czego się tak naprawdę spodziewać po tej pracy. Przywykłem do roli trenera klubowego.

Nowy selekcjoner zaczął swoją kadencję od remisu i porażki w meczach towarzyskich (odpowiednio z Rosją i Australią), ale w kolejnych grach do rozpoczęcia Mundialu 2010 nie przegrał żadnego spotkania, a wygrał aż dwanaście.

#### Mundial 2010: wicemistrzostwo świata

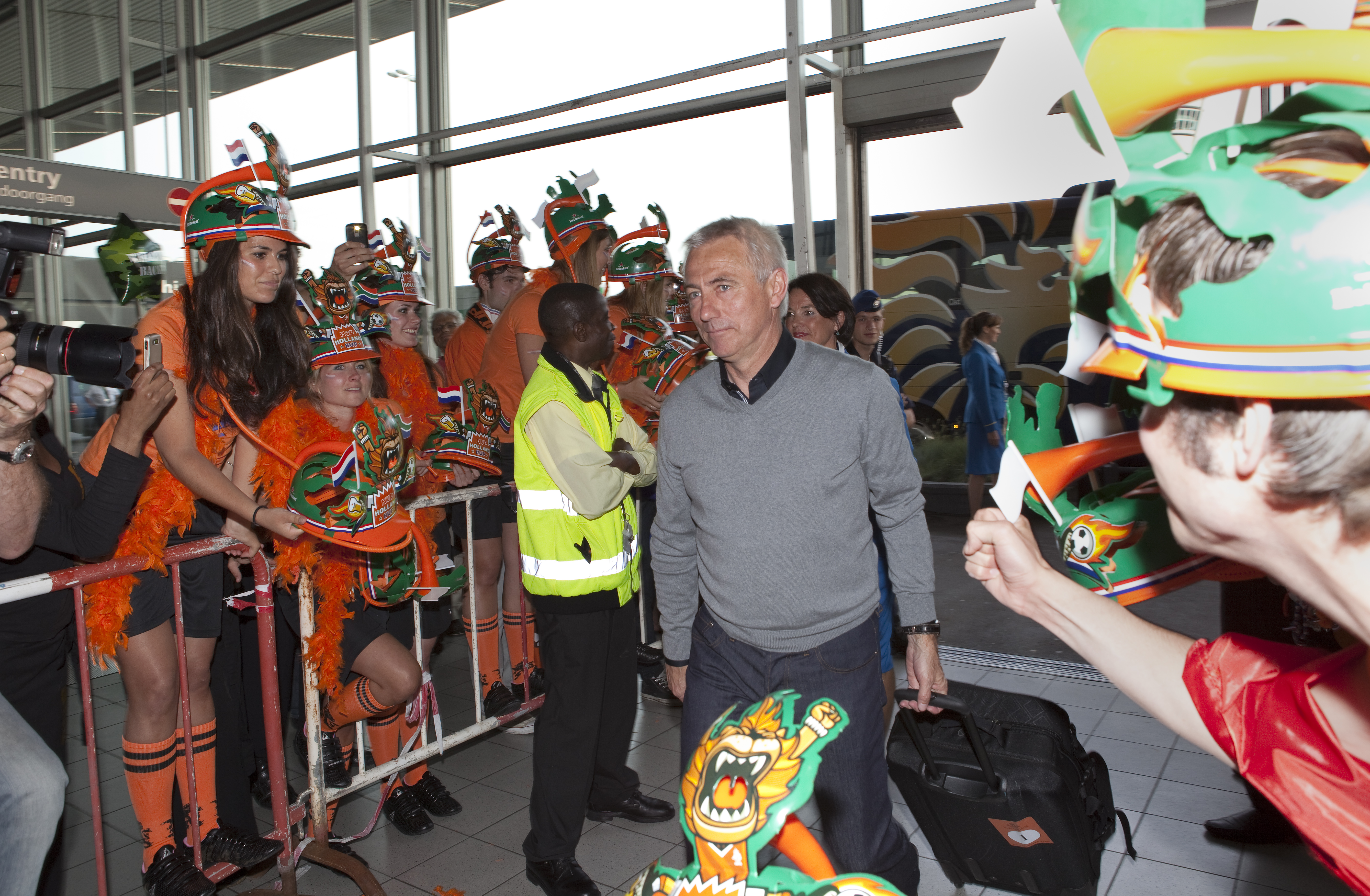
Trener van Marwijk witany przez kibiców po powrocie z RPA

Van Marwijk oparł reprezentację głównie na młodych piłkarzach grających w kadrze za czasów swojego poprzednika, Marca van Bastena; na Mundial 2010 pojechało czternastu uczestników Euro 2008. Do pierwszego składu wprowadził graczy, którzy dotychczas byli rezerwowi (Maarten Stekelenburg, Gregory van der Wiel) lub skonfliktowani z van Bastenem (Mark van Bommel). Selekcjoner ufał przede wszystkim zawodnikom urodzonym w połowie lat 80., którzy w trakcie mistrzostw świata mieli po 23–28 lat. Formację defensywą tworzyli: bramkarz Stekelenburg (27 lat), młodzi obrońcy van der Wiel (22) i John Heitinga (26) oraz bardziej doświadczeni Joris Mathijsen (30) i kapitan Giovanni van Bronckhorst (35). W pomocy występowali Nigel de Jong (25), van Bommel (33), Wesley Sneijder (26), Arjen Robben (26), Rafael van der Vaart (27) i Dirk Kuijt (30). W ataku zaś Robin van Persie (26) lub Klaas-Jan Huntelaar (26). Większość z tych piłkarzy grało w tym czasie – z sukcesami – w najlepszych klubach Europy.
Do pierwszego meczu Mundialu 2010 podopieczni van Marwijka przegrali tylko jedno spotkanie; towarzyskie (1:2) z Australią jesienią 2008. W eliminacjach odnieśli komplet ośmiu zwycięstw (wyprzedzili m.in. Norwegię i Szkocję), a do mistrzostw awansowali jako pierwsza drużyna z Europy. Wysoką formę utrzymali także na turnieju. W rundzie grupowej wygrali wszystkie trzy mecze: z Danią (2:0), Japonią (1:0) i Kamerunem (2:1). Później ograli Słowaków (2:1), a w ćwierćfinale ich rywalem była Brazylia. Mimo iż pierwszą połowę przegrywali 0:1, w drugiej najpierw doprowadzili do wyrównania, a następnie objęli prowadzenie po tym, jak samobójczego gola strzelił Felipe Melo, który kilka minut później otrzymał także czerwoną kartkę. Holendrzy wygrali 2:1 i po raz pierwszy od 1998 awansowali do półfinału, gdzie ich rywalem był Urugwaj. Po wyrównanym spotkaniu podopieczni van Marwijka zwyciężyli 3:2. W finale mistrzostw, w którym wystąpili po raz trzeci w historii, przegrali po dogrywce z ówczesnymi mistrzami Europy Hiszpanami (0:1). Jedynego gola strzelił na dwie minuty przed końcem meczu Andrés Iniesta, a sędzia Howard Webb pokazał w tym meczu aż trzynaście żółtych kartek i jedną czerwoną dla Johna Heitingi. Z RPA Holendrzy przywieźli nie tylko srebrne medale, ale także koronę króla strzelców, którą – wraz z trzema innymi graczami – zdobył Wesley Sneijder.
Według prasowych komentarzy istniały trzy przyczyny sukcesu Holendrów na mistrzostwach. Podkreślano, że chociaż podopieczni van Marwijka byli skuteczni (strzelili łącznie dwanaście goli), to tym razem położyli większy nacisk na obronę. Dzięki temu uniknęli sytuacji z Euro 2008, kiedy grając widowiskowo w meczach grupowych, zaniedbali grę defensywną i w rezultacie odpadli z turnieju już w ćwierćfinale. Efektownie zaprezentowali się tylko raz, w drugiej połowie spotkania z Urugwajem, kiedy van Marwijk wprowadził dodatkowego gracza ofensywnego kosztem jednego z defensywnym pomocników; wówczas – jak napisano – „toporny zespół rzemieślników zmienił się w grupę twórców o ambicjach artystycznych”. Z kolei kwintesencją ostrożnego stylu miał być finał turnieju, w którym Holendrzy skupili się głównie na przerywaniu ataków przeciwnika (z nastawieniem na faule. Za przesadne przywiązanie do obrony van Marwijka krytykowało wielu byłych reprezentantów, m.in. Johan Cruyff i Marco van Basten, jednak trenera broniły media. Jedna z holenderskich gazet przed finałem napisała, że Holendrzy „z kunktatorstwa uczynili dzieło sztuki nowoczesnej”. Sam van Marwijk mówił o tym tak:

Chcę, aby cały zespół był zaangażowany w obronę. I myślę, że udało mi się zmienić mentalność naszych graczy ofensywnych. Tłumaczyłem takim piłkarzom, jak Robben czy van Persie, że jeśli będą od razu starali się odebrać piłkę przeciwnikowi, będą musieli przebiec najwyżej 10 metrów. Jeśli to zlekceważą, czeka ich bieg 40 metrowy.

| „Van Marwijk nie ukrywał, że ma dosyć wspominania pięknych porażek Holandii. Postawił na skuteczność w grze, styl czasem zbyt defensywny. Mówił, że drużyna przyleciała do RPA nie po to, by zapisać się w statystykach, ale aby wygrać turniej.”—dziennikarz Zbigniew Mroziński |

Po drugie, podkreślano, że po raz pierwszy od wielu lat w reprezentacji nie było konfliktów między najważniejszymi graczami. Wspominano wprawdzie o sporze między van Persiem a Sneijderem, ale nie doprowadził on do podziałów w drużynie. Van Marwijkowi udało się zbudować silny zespół z grona wielu indywidualności, w czym pomóc miała osobowość selekcjonera, którego jeden z dziennikarzy porównał do „belfra, próbującego przekonać rozkapryszone holenderskie gwiazdy, że warto poświęcić się dla wspólnego dobra”. Wreszcie, przypominano, że Holendrzy w tych mistrzostwach zawdzięczali dużo szczęściu: spotkania z Danią i Brazylią wygrywali po golach samobójczych przeciwników, a w meczu z Urugwajem zdobyli bramki po błędach bramkarza rywali.
Mimo porażki w finale, praca van Marwijka – pierwszego trenera reprezentacji Holandii od 1978, który doprowadził ją do finału mistrzostw świata – została doceniona: w rankingu IFFHS na najlepszego selekcjonera roku 2010 na świecie zajął trzecie miejsce (za Vicente del Bosque i Joachimem Löwem), otrzymał również Order Oranje-Nassau i nagrodę dla najlepszego trenera w Holandii. Jak zauważył jeden z dziennikarzy: „[van Marwijk] w kraju był witany jak zwycięzca. Od ministra zdrowia, opieki społecznej i sportu dostał tytuł szlachecki, a podczas triumfalnego przejazdu przez centrum Amsterdamu dziękowały mu tysiące kibiców”.

#### Euro 2012: runda grupowa

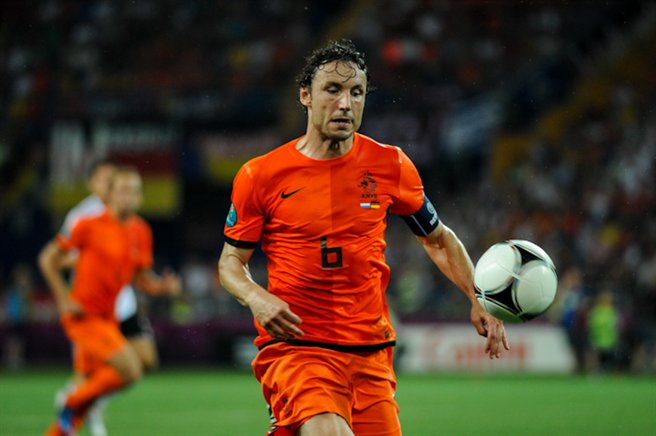
Zięć selekcjonera, Mark van Bommel, był jednym z najczęściej krytykowanych piłkarzy Holandii na Euro. Tu w meczu z Niemcami.

Wicemistrzowie świata nie tylko jako jedni z pierwszych zapewnili sobie awans na Euro 2012, ale także spośród wszystkich drużyn, startujących w kwalifikacjach, strzelili najwięcej goli (37). Wygrali dziewięć z dziesięciu spotkań eliminacyjnych, przegrali tylko w ostatnim, ze Szwecją (2:3), kiedy mieli już pewność, że zagrają na mistrzostwach Europy. Dodatkowo od Mundialu 2010 na dwadzieścia jeden meczów zwyciężyli w czternastu, zanotowali tylko trzy porażki. Aż do kwietnia 2012 nie schodzili z podium w rankingu FIFA, a nawet raz – po raz pierwszy w historii – zajęli w tej klasyfikacji pierwsze miejsce (sierpień 2011). Dobre wyniki z lat 2010–2012 sprawiły, że Holendrzy jechali na turniej do Polski i Ukrainy jako jedni z głównych faworytów do zwycięstwa.
Selekcjoner zabrał na Euro 2012 większość graczy, którzy dwa lata wcześniej wystąpili w finałach mistrzostw świata; w kadrze na mistrzostwa Europy znalazło się aż szesnastu uczestników ostatniego mundialu. Podstawowa jedenastka zmieniła się nieznacznie. Po zakończeniu piłkarskiej kariery przez Giovanniego van Bronckhorsta jego miejsce na lewej stronie obrony zajął 24–letni Erik Pieters, którego jednak z udziału w turnieju wyeliminowała kontuzja (zastąpił go 18–letni debiutant Jetro Willems). Zamiast znajdującego się w słabszej formie Dirka Kuijta trener w pomocy wybrał innego srebrnego medalistę mundialu Ibrahima Afellaya. Reszta zawodników pozostała niezmieniona. Van Marwijk – tak jak w 2010 – stawiał na defensywę w składzie: Maarten Stekelenburg (bramkarz) oraz Gregory van der Wiel, John Heitinga i Joris Mathijsen, który w czasie Euro zmagał się z dolegliwościami zdrowotnymi. W roli defensywnych pomocników występowali 35–letni kapitan Mark van Bommel i mistrz Anglii z Manchesterem City, Nigel de Jong. O obliczu formacji ofensywnej decydowali: Arjen Robben (finalista Ligi Mistrzów z Bayernem Monachium), król strzelców mundialu Wesley Sneijder, Afellay z FC Barcelony oraz wysunięty napastnik Robin van Persie, najlepszy strzelec Premier League.
Holendrzy na mistrzostwach zagrali w grupie B, która przez wielu obserwatorów była uważana za najsilniejszą. Oprócz podopiecznych van Marwijka znaleźli się w niej reprezentacje Niemiec, Portugalii i Danii. Niespodziewanie wicemistrzowie świata nie tylko nie zdołali awansować do ćwierćfinału, ale w ogóle przegrali wszystkie trzy mecze. Ulegali kolejno Duńczykom (0:1), Niemcom (1:2) i Portugalczykom (1:2). Zdobyli tylko dwa gole, chociaż w ich składzie wystąpili królowie strzelców ligi angielskiej (van Persie) i niemieckiej (Huntelaar). Na pocieszenie pozostało im, że Jetro Willems został najmłodszym w historii uczestnikiem finałów mistrzostw Europy. W dniu meczu z Danią miał 18 lat i 71 dni. Dla Holendrów występ na Euro 2012 był najgorszym od 1980, kiedy także nie wyszli z grupy.
Zarzuty wobec reprezentacji Holandii koncentrowały się na trzech kwestiach. Po pierwsze, piłkarze byli oskarżani o przedkładanie prywatnych ambicji ponad dobro drużyny. W czasie mistrzostw Klaas-Jan Huntelaar i Rafael van der Vaart, czyli dwaj gracze wyznaczeni do roli rezerwowych, publicznie wyrażali swoje niezadowolenie z decyzji selekcjonera. Dodatkowo skonfliktowani ze sobą byli Robin van Persie i Wesley Sneijder, kluczowi zawodnicy linii ofensywnej. Po drugie, van Marwijk był krytykowany za przesadne przywiązanie do niektórych nazwisk. Od czasu Mundialu 2010 kilku zawodników – jak choćby Arjen Robben i Ibrahim Afellay – straciło wysoką formę. Nie najlepiej prezentowali się także obrońcy, Gregory van der Wiel i John Heitinga. Po trzecie, trenerowi zarzucano dobór złej taktyki, szczególnie marnowanie potencjału ofensywnego przez grę z dwoma defensywnymi pomocnikami. Media sugerowały, że jeden z nich – doświadczony Mark van Bommel – wciąż cieszy się zaufaniem van Marwijka, bo jest jego zięciem.
Pomimo zaskakującej porażki van Marwijk nie został zwolniony, chociaż media wysuwały nazwiska kandydatów na jego ewentualnego następcę (np. Ronald Koeman, Frank Rijkaard). Przeszkodą okazał się kontrakt trenera, który kilka miesięcy przed turniejem został przedłużony aż do połowy 2016. Jednak po kilku dniach namysłu selekcjoner sam podał się do dymisji; według relacji prasowych nie doszedł do porozumienia z działaczami związku, od których bezskutecznie domagał się dożywotniego zawieszenia w obowiązkach reprezentacyjnych kilku piłkarzy (Huntelaara, van der Vaarta, Heitingi, Khalida Boulahrouza i Wilfreda Boumy). O konieczności zdyscyplinowania zawodników zamiast zmiany szkoleniowca mówiło także wielu komentatorów, m.in. Frank de Boer, który decyzję van Marwijka o odejściu nazwał „nieszczęśliwą dla Holandii”. Tymczasem trener do końca bronił swojej koncepcji gry. Podczas jednej z konferencji prasowych wdał się w dyskusję z holenderskim dziennikarzem, w czasie której interweniował oficer prasowy UEFA. Powiedział wówczas:

Zawaliliśmy turniej jako drużyna. Graliśmy zachowawczo, jakbyśmy byli przestraszeni. Nie rozumiem tego.

### 2013–2014: Hamburger SV

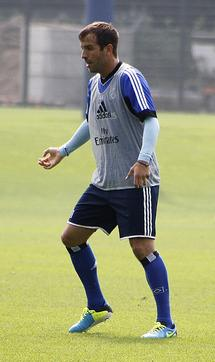
Rafael van der Vaart, podopieczny van Marwijka z reprezentacji i HSV

Chociaż przed Euro 2012 van Marwijk mówił o tym, że kiedyś chciałby pracować w klubie z Hiszpanii lub Anglii, po rozstaniu z reprezentacją Holandii zapowiedział, że nie będzie się spieszył z poszukiwaniem nowego zajęcia. Nie wykluczył także przejścia na sportową emeryturę. Generalnie Holender wycofał się z życia publicznego i tylko od czasu do czasu udzielał komentarzy dla mediów (np. przy okazji finału Ligi Mistrzów 2013, w którym zagrała prowadzona niegdyś przez niego Borussia Dortmund). Niekiedy jego nazwisko pojawiało się w kontekście objęcia nowej posady – w Fenerbahçe SK, Sportingu CP, VfL Wolfsburg, FC Twente, a nawet reprezentacji Polski w połowie eliminacji do Mundialu 2014 – jednak ostatecznie żadna z tych informacji się nie potwierdziła. Pierwsze sukcesy szkoleniowe zaczęli za to odnosić najbliżsi współpracownicy van Marwijka z okresu pracy z reprezentacją: jego dawni asystenci, Frank de Boer i Phillip Cocu, zdobyli najważniejsze trofea Eredivisie: mistrzostwo (de Boer z Ajaksem Amsterdam trzykrotnie w latach 2010–2013) oraz Puchar kraju (Cocu z PSV Eindhoven w 2012).
Van Marwijk na powrót do pracy szkoleniowej dał się namówić ponad rok po rozstaniu z reprezentacją Holandii: we wrześniu 2013 został trenerem Hamburger SV, który w tamtym czasie zajmował przedostatnie miejsce w Bundeslidze. W kadrze klubu grali wówczas m.in. reprezentanci Niemiec (René Adler, Heiko Westermann, Marcell Jansen, Dennis Aogo), Szwajcarii (Johan Djourou), a także były podopieczny van Marwijka z kadry holenderskiej, kapitan HSV Rafael van der Vaart. Mimo uznanych piłkarzy, gigantycznego budżetu, udanego początku (w debiucie Holendra HSV zremisowało 2:2 z Eintrachtem Frankfurt, a potem wygrało 5:0 z 1. FC Nürnberg) i obietnic, że klub zakończy sezon w pierwszej szóstce, szkoleniowcowi nie udało się wyciągnąć HSV z kryzysu: drużyna pod jego wodzą przegrała aż dziewięć ligowych meczów, wygrała jedynie trzy (z piętnastu). Szczególnie nieudana była końcówka pracy Holendra, kiedy zespół z Hamburga zaliczył siedem porażek z rzędu, w których stracił łącznie dwadzieścia goli. Równie złe były rozgrywki Pucharu Niemiec, z których klub odpadł w ćwierćfinale po porażce 0:5 z Bayernem Monachium.
Trener zapewniał, że atmosfera w drużynie jest dobra, a on sam potrzebuje więcej czasu. Jednak te tłumaczenia nie przekonały kierownictwa Hamburger SV, które 15 lutego 2014 rozwiązało kontrakt z Holendrem, za co ten ostatni miał – według niemieckich dziennikarzy – zainkasować około 3 miliony euro. Wraz z van Marwijkiem pracę stracił jego asystent, Roel Coumans. Niespełna pięciomiesięczna przygoda szkoleniowca w HSV była najkrótszą w jego karierze trenera zespołów seniorskich.

Dziś wiem, że przyjęcie propozycji z HSV było błędem. Trudno było mi się skoncentrować wyłącznie na futbolu. Nie wykluczam też, że już nigdy nie usiądę na ławce szkoleniowej. To musiałaby być naprawdę dobra oferta.

Swoje wątpliwości, związane z niechęcią do powrotu do pracy szkoleniowej, potwierdził kilka miesięcy później, kiedy po zakończeniu Mundialu 2014 prowadził zaawansowane rozmowy nad przejęciem reprezentacji Korei Południowej; gdyby tak się stało byłby piątym – po Guusie Hiddinku, Dicku Advocaacie, Jo Bonfrère i Pimie Verbeeku – holenderskim selekcjonerem koreańskiej kadry. Jednak ostatecznie odrzucił propozycję, a zatrudnienie otrzymał Niemiec Uli Stielike.
W kolejnych miesiącach media ponownie informowały o zainteresowaniu Van Marwijkiem, ale on konsekwentnie odrzucał wszystkie propozycje. Do futbolu powrócił tylko raz, pod koniec marca 2015, kiedy został zatrudniony jako doradca Dennisa Demmersa, nowego trenera Go Ahead Eagles, czyli klubu, w którym zaczynał piłkarską karierę. Zespół walczył wtedy o pozostanie w Eredivisie. Mimo wzmocnienia sztabu szkoleniowego, Orły na koniec sezonu 2014–2015 zajęły przedostatnie miejsce w tabeli i spadły z ekstraklasy.

### 2015–2017: reprezentacja Arabii Saudyjskiej
| Mecze reprezentacji Arabii Saudyjskiej pod wodzą Berta van Marwijka (2015–2017) | Mecze reprezentacji Arabii Saudyjskiej pod wodzą Berta van Marwijka (2015–2017) | Mecze reprezentacji Arabii Saudyjskiej pod wodzą Berta van Marwijka (2015–2017) | Mecze reprezentacji Arabii Saudyjskiej pod wodzą Berta van Marwijka (2015–2017) | Mecze reprezentacji Arabii Saudyjskiej pod wodzą Berta van Marwijka (2015–2017) | Mecze reprezentacji Arabii Saudyjskiej pod wodzą Berta van Marwijka (2015–2017) | Mecze reprezentacji Arabii Saudyjskiej pod wodzą Berta van Marwijka (2015–2017) | Mecze reprezentacji Arabii Saudyjskiej pod wodzą Berta van Marwijka (2015–2017) | Mecze reprezentacji Arabii Saudyjskiej pod wodzą Berta van Marwijka (2015–2017) | Mecze reprezentacji Arabii Saudyjskiej pod wodzą Berta van Marwijka (2015–2017) | Mecze reprezentacji Arabii Saudyjskiej pod wodzą Berta van Marwijka (2015–2017) | Mecze reprezentacji Arabii Saudyjskiej pod wodzą Berta van Marwijka (2015–2017) | Mecze reprezentacji Arabii Saudyjskiej pod wodzą Berta van Marwijka (2015–2017) | Mecze reprezentacji Arabii Saudyjskiej pod wodzą Berta van Marwijka (2015–2017) | Mecze reprezentacji Arabii Saudyjskiej pod wodzą Berta van Marwijka (2015–2017) |
| Data                                                                            | Przeciwnik                                                                      | Z-R-P                                                                           | Wynik                                                                           | Stadion                                                                         | Rozgrywki                                                                       |                                                                                 |                                                                                 |                                                                                 |                                                                                 |                                                                                 |                                                                                 |                                                                                 |                                                                                 |                                                                                 |
| 2015                                                                            | 2015                                                                            | 2015                                                                            | 2015                                                                            | 2015                                                                            | 2015                                                                            | 2015                                                                            | 2015                                                                            | 2015                                                                            | 2015                                                                            | 2015                                                                            | 2015                                                                            | 2015                                                                            | 2015                                                                            | 2015                                                                            |
| ------------------------------------------------------------------------------- | ------------------------------------------------------------------------------- | ------------------------------------------------------------------------------- | ------------------------------------------------------------------------------- | ------------------------------------------------------------------------------- | ------------------------------------------------------------------------------- | ------------------------------------------------------------------------------- | ------------------------------------------------------------------------------- | ------------------------------------------------------------------------------- | ------------------------------------------------------------------------------- | ------------------------------------------------------------------------------- | ------------------------------------------------------------------------------- | ------------------------------------------------------------------------------- | ------------------------------------------------------------------------------- | ------------------------------------------------------------------------------- |
| 3 września 2015                                                                 | Timor Wschodni                                                                  | Z                                                                               | 7–0                                                                             | King Abdullah Sports City, Dżudda                                               | el. Mundialu 2018 (II runda)                                                    |                                                                                 |                                                                                 |                                                                                 |                                                                                 |                                                                                 |                                                                                 |                                                                                 |                                                                                 |                                                                                 |
| 8 września 2015                                                                 | Federacja Malajska                                                              | Z                                                                               | 3–0                                                                             | Stadion Shah Alam, Shah Alam                                                    | el. Mundialu 2018 (II runda)                                                    |                                                                                 |                                                                                 |                                                                                 |                                                                                 |                                                                                 |                                                                                 |                                                                                 |                                                                                 |                                                                                 |
| 8 października 2015                                                             | Zjednoczone Emiraty Arabskie                                                    | Z                                                                               | 2–1                                                                             | King Abdullah Sports City, Dżudda                                               | el. Mundialu 2018 (II runda)                                                    |                                                                                 |                                                                                 |                                                                                 |                                                                                 |                                                                                 |                                                                                 |                                                                                 |                                                                                 |                                                                                 |
| 13 października 2015                                                            | Palestyna                                                                       | R                                                                               | 0–0                                                                             | Malab Fajsal al-Husajni, Ar-Ram                                                 | el. Mundialu 2018 (II runda)                                                    |                                                                                 |                                                                                 |                                                                                 |                                                                                 |                                                                                 |                                                                                 |                                                                                 |                                                                                 |                                                                                 |
| 17 listopada 2015                                                               | Timor Wschodni                                                                  | Z                                                                               | 10–0                                                                            | Stadion Narodowy Timoru Wschodniego, Dili                                       | el. Mundialu 2018 (II runda)                                                    |                                                                                 |                                                                                 |                                                                                 |                                                                                 |                                                                                 |                                                                                 |                                                                                 |                                                                                 |                                                                                 |
| 2016                                                                            |                                                                                 |                                                                                 |                                                                                 |                                                                                 |                                                                                 |                                                                                 |                                                                                 |                                                                                 |                                                                                 |                                                                                 |                                                                                 |                                                                                 |                                                                                 |                                                                                 |
| 26 marca 2016                                                                   | Federacja Malajska                                                              | Z                                                                               | 2–0                                                                             | Prince Mohamed bin Fahd Stadium, Ad-Dammam                                      | el. Mundialu 2018 (II runda)                                                    |                                                                                 |                                                                                 |                                                                                 |                                                                                 |                                                                                 |                                                                                 |                                                                                 |                                                                                 |                                                                                 |
| 29 marca 2016                                                                   | Zjednoczone Emiraty Arabskie                                                    | R                                                                               | 1–1                                                                             | Malab Muhammad ibn Zajid, Abu Zabi                                              | el. Mundialu 2018 (II runda)                                                    |                                                                                 |                                                                                 |                                                                                 |                                                                                 |                                                                                 |                                                                                 |                                                                                 |                                                                                 |                                                                                 |
| 24 sierpnia 2016                                                                | Laos                                                                            | Z                                                                               | 4–0                                                                             | Stadion Doha, Doha (Katar)                                                      | mecz towarzyski                                                                 |                                                                                 |                                                                                 |                                                                                 |                                                                                 |                                                                                 |                                                                                 |                                                                                 |                                                                                 |                                                                                 |
| 1 września 2016                                                                 | Tajlandia                                                                       | Z                                                                               | 1–0                                                                             | Stadion Króla Fahda, Rijad                                                      | el. Mundialu 2018 (III runda)                                                   |                                                                                 |                                                                                 |                                                                                 |                                                                                 |                                                                                 |                                                                                 |                                                                                 |                                                                                 |                                                                                 |
| 6 września 2016                                                                 | Irak                                                                            | Z                                                                               | 2–1                                                                             | Stadion Shah Alam, Shah Alam                                                    | el. Mundialu 2018 (III runda)                                                   |                                                                                 |                                                                                 |                                                                                 |                                                                                 |                                                                                 |                                                                                 |                                                                                 |                                                                                 |                                                                                 |
| 6 października 2016                                                             | Australia                                                                       | R                                                                               | 2–2                                                                             | King Abdullah Sports City, Dżudda                                               | el. Mundialu 2018 (III runda)                                                   |                                                                                 |                                                                                 |                                                                                 |                                                                                 |                                                                                 |                                                                                 |                                                                                 |                                                                                 |                                                                                 |
| 11 października 2016                                                            | Zjednoczone Emiraty Arabskie                                                    | Z                                                                               | 3–0                                                                             | King Abdullah Sports City, Dżudda                                               | el. Mundialu 2018 (III runda)                                                   |                                                                                 |                                                                                 |                                                                                 |                                                                                 |                                                                                 |                                                                                 |                                                                                 |                                                                                 |                                                                                 |
| 15 listopada 2016                                                               | Japonia                                                                         | P                                                                               | 1–2                                                                             | Stadion Saitama, Saitama                                                        | el. Mundialu 2018 (III runda)                                                   |                                                                                 |                                                                                 |                                                                                 |                                                                                 |                                                                                 |                                                                                 |                                                                                 |                                                                                 |                                                                                 |
| 2017                                                                            |                                                                                 |                                                                                 |                                                                                 |                                                                                 |                                                                                 |                                                                                 |                                                                                 |                                                                                 |                                                                                 |                                                                                 |                                                                                 |                                                                                 |                                                                                 |                                                                                 |
| 10 stycznia 2017                                                                | Słowenia B                                                                      | R                                                                               | 0–0                                                                             | Stad madina Zajid ar-rijadijja, Abu Zabi (ZEA)                                  | mecz towarzyski                                                                 |                                                                                 |                                                                                 |                                                                                 |                                                                                 |                                                                                 |                                                                                 |                                                                                 |                                                                                 |                                                                                 |
| 14 stycznia 2017                                                                | Kambodża                                                                        | Z                                                                               | 7–2                                                                             | Stad madina Zajid ar-rijadijja, Abu Zabi (ZEA)                                  | mecz towarzyski                                                                 |                                                                                 |                                                                                 |                                                                                 |                                                                                 |                                                                                 |                                                                                 |                                                                                 |                                                                                 |                                                                                 |
| 23 marca 2017                                                                   | Tajlandia                                                                       | Z                                                                               | 3–0                                                                             | Stadion Narodowy Rajamangala, Bangkok                                           | el. Mundialu 2018 (III runda)                                                   |                                                                                 |                                                                                 |                                                                                 |                                                                                 |                                                                                 |                                                                                 |                                                                                 |                                                                                 |                                                                                 |
| 28 marca 2017                                                                   | Irak                                                                            | Z                                                                               | 1–0                                                                             | King Abdullah Sports City, Dżudda                                               | el. Mundialu 2018 (III runda)                                                   |                                                                                 |                                                                                 |                                                                                 |                                                                                 |                                                                                 |                                                                                 |                                                                                 |                                                                                 |                                                                                 |
| 8 czerwca 2017                                                                  | Australia                                                                       | P                                                                               | 2–3                                                                             | Adelaide Oval, Adelaide                                                         | el. Mundialu 2018 (III runda)                                                   |                                                                                 |                                                                                 |                                                                                 |                                                                                 |                                                                                 |                                                                                 |                                                                                 |                                                                                 |                                                                                 |
| 31 sierpnia 2017                                                                | Zjednoczone Emiraty Arabskie                                                    | P                                                                               | 1–2                                                                             | Malab Muhammad ibn Zajid, Abu Zabi                                              | el. Mundialu 2018 (III runda)                                                   |                                                                                 |                                                                                 |                                                                                 |                                                                                 |                                                                                 |                                                                                 |                                                                                 |                                                                                 |                                                                                 |
| 5 września 2017                                                                 | Japonia                                                                         | Z                                                                               | 1–0                                                                             | King Abdullah Sports City, Dżudda                                               | el. Mundialu 2018 (III runda)                                                   |                                                                                 |                                                                                 |                                                                                 |                                                                                 |                                                                                 |                                                                                 |                                                                                 |                                                                                 |                                                                                 |

Po spadku Go Ahead Eagles z Eredivisie van Marwijk odszedł z klubu, ale inaczej niż po rozstaniu z reprezentacją Holandii czy Hamburger SV od razu przyjął nową posadę – pod koniec sierpnia 2015 został selekcjonerem reprezentacji Arabii Saudyjskiej, kontrakt początkowo obowiązywał tylko jeden rok. Krótki okres umowy był jednym z czterech powodów, dla których van Marwijk zdecydował się na jej podpisanie; pozostałe trzy to: ambicje sportowe Saudyjczyków, wysoka gaża oraz niezależność w budowaniu sztabu szkoleniowego. Jeśli chodzi o ten ostatni aspekt, Holender zabrał do Arabii swoich rodaków: Marka van Bommela, Adrie Kostera i Roela Coumansa, którzy pomagali mu jako asystenci, dziennikarza Taco van den Velde w roli kierownika zespołu, a także belgijskiego trenera Jana Van Winckela jako dyrektora technicznego w saudyjskiej federacji. Van Marwijk był czwartym trenerem z Holandii na tym stanowisku.
| Selekcjonerzy Arabii Saudyjskiej o najdłuższym stażu | Selekcjonerzy Arabii Saudyjskiej o najdłuższym stażu | Selekcjonerzy Arabii Saudyjskiej o najdłuższym stażu | Selekcjonerzy Arabii Saudyjskiej o najdłuższym stażu | Selekcjonerzy Arabii Saudyjskiej o najdłuższym stażu | Selekcjonerzy Arabii Saudyjskiej o najdłuższym stażu |
| Lp                                                   | Lata                                                 | Imię i nazwisko                                      | Narodowość                                           | Okres                                                | Mecze                                                |
| ---------------------------------------------------- | ---------------------------------------------------- | ---------------------------------------------------- | ---------------------------------------------------- | ---------------------------------------------------- | ---------------------------------------------------- |
| 1.                                                   | 1957–1961                                            | Abdul-Rahman Fawzik                                  | Egipt                                                | 3 lata i 324 dni                                     | 6                                                    |
| 2.                                                   | 1984–1986                                            | Khalil Al Zayani                                     | Arabia Saudyjska                                     | 2 lata i 16 dni                                      | 39                                                   |
| 3.                                                   | 2015–2017                                            | Bert van Marwijk                                     | Holandia                                             | 2 lata i 3 dni                                       | 20                                                   |
| 4.                                                   | 1982–1984                                            | Mário Zagallo                                        | Brazylia                                             | 1 rok i 363 dni                                      | 17                                                   |
| 5.                                                   | 1980–1981                                            | Rubens Minelli                                       | Brazylia                                             | 1 rok i 324 dni                                      | 22                                                   |

Saudyjczycy znajdowali się wtedy w poważnym kryzysie: do mistrzostw świata ostatni raz awansowali w 2006, zawodzili też w finałach Pucharu Azji. W rankingu FIFA zajmowali dopiero 93. miejsce. Do tego dochodziła duża rotacja selekcjonerów, którzy zmieniali się co kilka miesięcy. Zadaniem Holendra był awans do Mundialu 2018. Kiedy obejmował posadę jego zespół po jednym, zwycięskim meczu z Palestyną, zajmował drugie miejsce w tabeli pierwszej rundy eliminacji. Debiut miał udany: prowadzeni przez niego Saudyjczycy wygrali 7:0 z Timorem Wschodnim. W kolejnych grach pokonali m.in. Tajlandię, Zjednoczone Emiraty Arabskie, zremisowali z Australią, a w spotkaniu decydującym o awansie ograli 1:0 Japonię. Pod wodzą van Marwijka zdobyli 19 punktów w swojej grupie (z bilansem 6-1-3), tylko jeden mniej od liderów, Japończyków. Awansowali na mundial po raz piąty w historii, pierwszy raz od ponad dekady.
| „Wielu obserwatorów piłki azjatyckiej mogło nie dostrzec postępu, jaki uczynili Saudowie – właśnie z powodu osobowości van Marwijka. Skromny, milczący dżentelmen w stylu Arsène'a Wengera. Jeden z jego poprzedników Frank Rijkaard stale narzekał na infrastrukturę, a on po prostu budował z tego, co miał. [...] Tak, to jest historia trenera, który prowadził swój statek w sposób niemal wzorcowy.”—dziennikarz Tom Danicek |

Po ostatnim spotkaniu eliminacyjnym van Marwijk został zaproszony na rozmowy w sprawie przedłużenia kontraktu. Władze związku zarządały, aby przeniósł się na stałe do Arabii Saudyjskiej, a także domagały się zmian w sztabie szkoleniowym. Trener odmówił. Jego następcą jeszcze tego samego dnia został Argentyńczyk Edgardo Bauza, który w czasie tych eliminacji pracował – bez sukcesów – z Argentyną i Zjednoczonymi Emiratami Arabskimi. Van Marwijk przyznał, że nie rozumie decyzji federacji oraz że otrzymał telefony od piłkarzy, którzy mówili mu, że nie wyobrażają sobie mundialu bez niego. Pracował przez dwa lata i trzy dni, to znaczy, że był selekcjonerem o najdłuższym stażu od czasów Khalila Al Zayaniego, który w latach 1984–1986 pełnił tę funkcję o trzynaście dni dłużej. Zostawił reprezentację na 53. miejscu w rankingu FIFA. Jego bilans to: 13-4-3 (65% zwycięstw).
Bauza został zwolniony już po 68 dniach – i wówczas szefowie federacji ponownie zwrócili się do van Marwijka. Odmówił.

## Życie prywatne
Van Marwijk interesuje się nie tylko piłką nożną, ale także sportowymi samochodami. Swoją żonę Marian poznał w szkole średniej. Mają jedną córkę, Andrę, która jest żoną Marka van Bommela, piłkarza, byłego reprezentanta Holandii (2000–2012) i jej kapitana w czasie, kiedy teść był selekcjonerem (2008–2012). Andra i Mark poznali się, kiedy zawodnik grał w prowadzonym przez van Marwijka klubie Fortuna Sittard. Na pierwszą randkę – jak wspominał van Bommel – poszli do kina (na Truman Show) i do McDonald’s. Małżonkowie mają troje dzieci. Van Marwijk mówił:

Kiedy Mark grał we Włoszech, namawiałem go, aby przeniósł się do jakiegoś klubu holenderskiego. Chciałem częściej przebywać z wnukami, które widywałem raz na cztery-pięć tygodni. Kiedyś obserwowałem ich, jak trenowali na boisku. Po raz pierwszy w życiu miałem w ręku małą kamerę, którą wszystko filmowałem. Bycie dziadkiem jest fantastyczne.

## Statystyki kariery piłkarskiej
| Klub               | Sezon              | Liga  | Liga | Europa | Europa | Razem | Razem |
| Klub               | Sezon              | Mecze | Gole | Mecze  | Gole   | Mecze | Gole  |
| Go Ahead           | 1970/71            | 21    | 2    | 0      | 0      | 21    | 2     |
| Go Ahead           | 1971/72            | 34    | 4    | 0      | 0      | 34    | 4     |
| Go Ahead           | 1972/73            | 33    | 3    | 0      | 0      | 33    | 3     |
| Go Ahead           | 1973/74            | 27    | 2    | 0      | 0      | 27    | 2     |
| Go Ahead           | 1974/75            | 32    | 5    | 0      | 0      | 32    | 5     |
| Go Ahead           | Razem              | 147   | 16   | 0      | 0      | 147   | 16    |
| AZ Alkmaar         | 1975/76            | 25    | 6    | 0      | 0      | 25    | 6     |
| AZ Alkmaar         | 1976/77            | 31    | 9    | 0      | 0      | 31    | 9     |
| AZ Alkmaar         | 1977/78            | 21    | 6    | 4?     | 0      | 25?   | 6     |
| AZ Alkmaar         | Razem              | 77    | 21   | 4?     | 0      | 81?   | 21    |
| MVV                | 1978/79            | 34    | 1    | 0      | 0      | 34    | 1     |
| MVV                | 1979/80            | 32    | 7    | 0      | 0      | 32    | 7     |
| MVV                | 1980/81            | 31    | 1    | 0      | 0      | 31    | 6     |
| MVV                | 1981/82            | 31    | 1    | 0      | 0      | 31    | 1     |
| MVV                | 1982/83            | 27    | 8    | 0      | 0      | 27    | 8     |
| MVV                | 1983/84            | 31    | 15   | 0      | 0      | 31    | 15    |
| MVV                | 1984/85            | 31    | 1    | 0      | 0      | 31    | 1     |
| MVV                | 1985/86            | 31    | 2    | 0      | 0      | 31    | 2     |
| MVV                | Razem              | 248   | 36   | 0      | 0      | 248   | 36    |
| Fortuna            | 1986/87            | 11    | 1    | 0      | 0      | 11    | 1     |
| Fortuna            | Razem              | 11    | 1    | 0      | 0      | 11    | 1     |
| Assent             | 1987/88            | 17    | 0    | 0      | 0      | 17    | 0     |
| Assent             | Razem              | 17    | 0    | 0      | 0      | 17    | 0     |
| Łącznie w karierze | Łącznie w karierze | 500   | 74   | 4?     | 0      | 504?  | 74    |

| Reprezentacja Holandii |       |      |
| Rok                    | Mecze | Gole |
| 1975                   | 1     | 0    |
| Razem                  | 1     | 0    |

## Sukcesy
| Kariera piłkarska - AZ Alkmaar: - Puchar Holandii 1978 - półfinał Pucharu Holandii 1977 - III miejsce w Eredivisie w sezonach 1976–1977 i 1977–1978 - MVV Maastricht: - awans do Eredivisie w sezonie 1983–1984 | Kariera szkoleniowa - Fortuna Sittard: - finał Pucharu Holandii 1999 - półfinał Pucharu Intertoto 1998 - Feyenoord: - wicemistrzostwo Holandii 2001 - Puchar Holandii 2008 - finał Pucharu Holandii 2003 - Puchar UEFA 2001–2002 - Hamburger SV: - ćwierćfinał Pucharu Niemiec 2014 - reprezentacja Holandii: - wicemistrzostwo świata 2010 - runda grupowa Euro 2012 - reprezentacja Arabii Saudyjskiej: - awans na Mundial 2018 - reprezentacja Australii: - runda grupowa Mundialu 2018 - Indywidualnie: - Order Oranje-Nassau, 2010. |  |